# Townsends pijlstormvogel
Townsends pijlstormvogel (Puffinus auricularis) is een vogel uit de familie van de stormvogels en pijlstormvogels (Procellariidae). Het is een ernstig bedreigde, endemische vogelsoort op de eilanden nabij westelijk Mexico. De vogel wordt in diverse talen vernoemd naar de Amerikaanse ornitholoog en visserijdeskundige Charles Haskins Townsend die de vogel beschreef in 1890.

## Kenmerken
De vogel is 33 cm lang, het is een middelgrote zeevogel die overwegend zwart van boven is en wit van onder. De vogel is zwart op de kruin en rond het oog, de afscheiding met het wit van de onderzijde is scherp. De vogel lijkt op de zwartbuikpijlstormvogel  (P. opisthomelas), maar die is groter, bruiner gekleurd en mist het duidelijke zwart-witcontrast op de kop.

## Verspreiding en leefgebied
Deze soort is endemisch op Isla Socorro (een eiland 600 km ten westen van Mexico). Daar broedt de vogel op rotsige hellingen tussen dichte struikvormige vegetatie op 500 tot 700 m boven zeeniveau, mogelijk ook veel hoger. Buiten de broedtijd verblijft de vogel op open zee boven het continentaal plat westelijk van Mexico.

## Status
Townsends pijlstormvogel heeft een zeer klein broedgebied en daardoor is de kans op uitsterven aanwezig. De grootte van de populatie werd in 2013 door BirdLife International geschat op 350 tot 1500  individuen. Op het eiland komen verwilderde katten voor die de kuikens aanvallen. Verder zijn er schapen en varkens op het eiland die het leefgebied minder geschikt maken als broedgebied. Om deze redenen staat deze soort als ernstig bedreigd (kritiek) op de Rode Lijst van de IUCN.